# 檀君古记
檀君古记（：／）是朝鲜半岛历史上传说中存在的一本关于檀君朝鲜世系的一本书。
据文献记载，朝鲜历史曾有《檀君古记》一书(《朝鲜王朝实录·世宗实录·地理志》录有其名)，疑即为上二书提及的“古记”、“本记”，但此书早已亡佚，内容和成书年代不得而知。 
20世纪初期成书的桓檀古記宣称很多内容来自于这本失传的古书，但并没有证据表明古记的存在。